# Quinto Cedicio
Quinto Cedicio  (m. 256 a. C.) fue un político romano del siglo III a. C. perteneciente a la gens Cedicia. Alcanzó el consulado en el año 256 a. C. y murió en el ejercicio del cargo. Fue reemplazado por Marco Atilio Régulo.